# T-Pain
Faheem Rasheed Najm, (* 30. září 1985 Tallahassee, Florida), spíše známý jako T-Pain je americký rapper, R&B zpěvák a zakladatel labelu Nappy Boy Entertainment. Jedná se o dvojnásobného držitele prestižní ceny Grammy. Byl jedním z prvních rapperů, kteří začali používat program na úpravu hlasu zvaný "Auto-tune", který hojně užívá ve své tvorbě. Tuto novinku od něj brzy okoukali Kanye West, R. Kelly a především Lil Wayne, pro jehož kariéru byl právě auto-tune signifikantním prvkem. Od té doby program ve svých písních užívá mnoho známých umělců jako 50 Cent, Snoop Dogg nebo Ice Cube. T-Pain se v letech 2007–2009 stal nejčastějším hostem na písních jiných umělců. Mezi jeho vlastní nejúspěšnější hity patří píseň Buy U a Drank (Shawty Snappin') (ft. Yung Joc), z hitů, na kterých hostoval vyčnívají písně Kiss Kiss (zpěváka Chrise Browna) a Low (zpěváka Flo Rida).

## Stručný životopis
Narodil se v Tallahassee v roce 1985, odtud pak také pochází jeho pseudonym Tallahassee Pain. Stejně jako jeho rodina i on vyznává islám. Na počátku své hudební kariéry byl členem skupiny Nappy Headz, kde nahrál remix k Akonovi písni Locked Up, což vedlo k upsání T-Paina pod label Konvict Muzik, který patří Akonovi. V roce 2005 debutoval svým albem Rappa Ternt Sanga. Singlem alba byla píseň I'm Sprung, i díky ní se album stalo zlatým. Roku 2007 vydal své druhé album Epiphany, kterému vévodily klubové hity Buy U a Drank (Shawty Snappin') (ft. Yung Joc) a Bartender (ft. Akon). Album debutovalo na prvním místě žebříčku Billboard 200 a zaznamenalo okolo 800 000 prodaných kopií. Právě úspěch tohoto alba vedl k T-Painově oblíbenosti jakožto přizvaného umělce. Jeho třetím albem je Thr33 Ringz, jehož singlem je píseň Can't Believe It (ft. Lil Wayne), které již tolik úspěchu nezaznamenalo, ale vedlo k vytvoření dua T-Wayne, které tvoří T-Pain s Lil Waynem, jejich společné album mělo vyjít již roku 2009, ale doposud nebylo vydáno. K útlumu jeho oblíbenosti přispěl disstrack od rappera Jay-Z nazvaný D.O.A. (Death of Autotune) a také fakt, že si T-Pain začal nárokovat práva na používání programu "Autotune". Jeho čtvrtého alba Revolver vydaného v prosinci 2011 se prodalo okolo 50 000 kusů.

## Diskografie

### Studiová alba
| Rok  | Album                                                                          | Nejvyšší umístění v hitparádě | Nejvyšší umístění v hitparádě | Nejvyšší umístění v hitparádě | Ocenění   |
| Rok  | Album                                                                          | US 200                        | US Hip-Hop                    | CAN                           | Ocenění   |
| ---- | ------------------------------------------------------------------------------ | ----------------------------- | ----------------------------- | ----------------------------- | --------- |
| 2005 | Rappa Ternt Sanga - Vydáno: 6. prosince 2005 - Vydavatel: Konvict, Jive        | 33                            | 8                             | -                             | US: zlaté |
| 2007 | Epiphany - Vydáno: 5. června 2007 - Vydavatel: Konvict, Jive                   | 1                             | 1                             | 74                            | US: zlaté |
| 2008 | Thr33 Ringz - Vydáno: 11. listopadu 2008 - Vydavatel: Nappy Boy, Konvict, Jive | 4                             | 1                             | 25                            | US: zlaté |
| 2011 | RevolveR - Vydáno: 6. prosince 2011 - Vydavatel: Nappy Boy, Konvict, RCA       | 28                            | 7                             | -                             | US: /     |
| TBA  | Stoicville: The Phoenix - Vydá: TBA - Vydavatel: Nappy Boy, Konvict, RCA       | TBA                           | TBA                           | TBA                           | US: TBA   |

### Úspěšné singly

#### Vlastní
- 2005 – „I'm Sprung“
- 2005 – „I'm 'n Luv (Wit a Stripper)“ (ft. Mike Jones)
- 2007 – „Buy U a Drank (Shawty Snappin')“ (ft. Yung Joc)
- 2007 – „Bartender“ (ft. Akon)
- 2008 – „Can't Believe It“ (ft. Lil Wayne)
- 2008 – „Chopped 'N' Skrewed“ (ft. Ludacris)
- 2008 – „Freeze“ (ft. Chris Brown)
- 2011 – „Best Love Song“ (ft. Chris Brown)
- 2011 – „5 O'Clock“ (ft. Wiz Khalifa a Lily Allen)
- 2013 – „Up Down (Do This All Day)“ (ft. B.o.B)

#### Hostující
- 2006 – E-40 – „U and Dat“ (ft. T-Pain a Kandi Girl)
- 2007 – Bow Wow – „Outta My System“ (ft. T-Pain a Johntá Austin)
- 2007 – R. Kelly – „I'm a Flirt (remix)“ (ft. T.I. a T-Pain)
- 2007 – Plies – „Shawty“ (ft. T-Pain)
- 2007 – Baby Bash – „Cyclone“ (ft. T-Pain)
- 2007 – DJ Khaled – „I'm So Hood“ (ft. T-Pain, Trick Daddy, Rick Ross a Plies)
- 2007 – Fabolous – „Baby Don't Go“ (ft. Jermaine Dupri a T-Pain)
- 2007 – Chris Brown – „Kiss Kiss“ (ft. T-Pain)
- 2007 – Kanye West – „Good Life“ (ft. T-Pain)
- 2007 – Flo Rida – „Low“ (ft. T-Pain)
- 2008 – Lil Mama – „Shawty Get Loose“ (ft. Chris Brown a T-Pain)
- 2008 – Rick Ross – „The Boss“ (ft. T-Pain)
- 2008 – 2 Pistols – „She Got It“ (ft. T-Pain a Tay Dizm)
- 2008 – Lil Wayne – „Got Money“ (ft. T-Pain)
- 2008 – Ludacris – „One More Drink“ (ft. T-Pain)
- 2009 – Jamie Foxx – „Blame It“ (ft. T-Pain)
- 2009 – Maino – „All The Above“ (ft. T-Pain)
- 2009 – Jesse McCartney – „Body Language Remix“ (ft. T-Pain)
- 2010 – DJ Khaled – „All I Do is Win“ (ft. T-Pain, Ludacris, Rick Ross a Snoop Dogg)
- 2010 – Pitbull – „Hey Baby (Drop It to the Floor)“ (ft. T-Pain)